# Travis Payne
Travis Payne (nacido el 5 de julio de 1971) es un coreógrafo, director y productor estadounidense. Fue el coreógrafo de This Is It de Michael Jackson hasta la muerte de Jackson. Payne también se desempeñó como productor asociado de This Is It, y junto con el director, Kenny Ortega, participó extensa e íntimamente en la realización de la película. Hasta la fecha, los ingresos brutos mundiales de This Is It ascendieron a 261,3 millones de dólares durante su ejecución teatral, lo que la convierte en la película documental o de concierto más taquillera de todos los tiempos.
Travis Payne es el miembro más joven de la Galería de los Grandes y ha recibido numerosas nominaciones y premios. Ha sido galardonado con el premio MTV Video Music Award a la mejor coreografía cuatro veces por su trabajo con En Vogue, Salt-N-Pepa, así como con Michael Jackson y Janet Jackson en el video musical / cortometraje de "Scream", que figura en la lista. en el Libro Guinness de los récords mundiales como el video musical más caro jamás realizado. También recibió tres premios American Choreography Awards, incluidos los honores por su trabajo en "Scream" y Ghosts de Michael Jackson. Payne fue nominado para un premio Emmy por su trabajo de coreografía con Michael Jackson en la actuación "Dangerous" para el segmento de apertura de los MTV Video Music Awards de 1995. Fue nuevamente nominado a un premio Emmy en 2006 por su trabajo en The Suite Life of Zack & Cody de Disney. También ha recibido en dos ocasiones el prestigioso Premio de la Asociación de Productores de Vídeos Musicales por Logro Destacado en Coreografía por su trabajo con la Orquesta Brian Setzer y Ally McBeal. En diciembre de 2009, Payne apareció con un artículo en el Michael Jackson Opus y fue reconocido por su coreografía y contribución por su trabajo con el Rey del Pop. También apareció en un episodio de 1993 de la serie de televisión Martin.
El 26 de enero de 2011, Travis Payne fue honrado con un Lifetime Achievement Award en el espectáculo del 12º aniversario de The Carnival: Choreographer's Ball.

## Vida y carrera

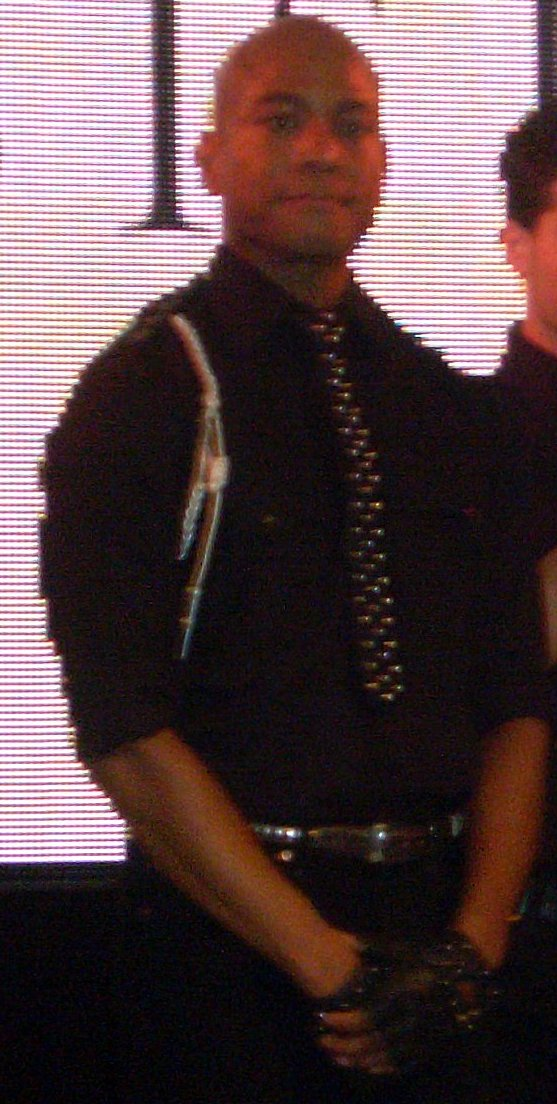
Travis Payne en el lanzamiento de This Is It en HMV Londres, 2010.

Travis Payne nació en Atlanta en 1971. Comenzó a bailar a los 4 años y comenzó un entrenamiento formal cinco años después con Norma B. Mitchell y su hija Djana Bell. En 1984, Payne fue a Northside School of the Arts, donde estudió con William G Densmore y actuó en Showbiz Kids de Atlanta. Más tarde se unió a Harrison Dance Company antes de mudarse a Los Ángeles.
A los 19 años, Payne fue seleccionado para su primer papel profesional, uniéndose a la gira mundial Rhythm Nation 1814 de Janet Jackson. Posteriormente apareció con Prince, Debbie Allen, En Vogue, TLC y Michael Jackson en su Dangerous World Tour.[cita requerida] Como resultado de su trabajo con Jackson, Payne estuvo expuesto a todo el proceso creativo y comenzó a coreografiar para varias otras estrellas. En 2008, Payne coreografió un segmento de tributo a Michael Jackson que incluyó a Omarion en la serie de televisión Dancing with the Stars.
En mayo de 2009, Payne comenzó a trabajar con Michael Jackson y Kenny Ortega en This Is It, una serie con entradas agotadas de cincuenta conciertos de Jackson que se llevarán a cabo en el O2 Arena de Londres. Estos fueron los primeros conciertos importantes de Jackson desde el HIStory World Tour en 1997 y habían sido citados como uno de los eventos musicales más importantes del año, con más de un millón de asistentes en total. Desafortunadamente, la serie de conciertos fue cancelada debido a la prematura muerte de Jackson. El 7 de julio de 2009, Payne ayudó a coreografiar el servicio conmemorativo de Michael Jackson en el Staples Center de Los Ángeles, que se transmitió en vivo en todo el mundo, desde Estados Unidos hasta Eslovaquia y partes de Asia, con un estimado de mil millones de espectadores. Después de los meses posteriores al fallecimiento de Jackson, Payne trabajó muy de cerca con Ortega para juntar imágenes de ensayo de This Is It de Michael Jackson, que se compilaron a partir de imágenes en bruto grabadas en el Foro de Los Ángeles y el Staples Center. Posteriormente, la película se estrenó en todo el mundo con una presentación teatral limitada de dos semanas del 28 de octubre al 12 de noviembre de 2009. Los boletos salieron a la venta un mes antes el 27 de septiembre de 2009, para satisfacer una alta demanda anticipada; Hasta la fecha, la película ha batido numerosos récords a través de entradas tanto en preventa como en ventas en todo el mundo.
En diciembre de 2009, Payne también coreografió a Lady Gaga en The Monster Ball Tour y también dirigió sus actuaciones en los American Music Awards de 2009, The Jay Leno Show y Ellen. También trabajó con Mariah Carey en su video "HATEU ". Para terminar el año, viajó a Japón para trabajar con SMAP y coreografiar un tributo a Michael Jackson que se transmitió por televisión para el especial de Nochevieja.
En enero de 2010, Payne se embarcó en una gira por la paz y organizó una visita sorpresa a la provincia de Cebú en Filipinas para trabajar con los presos danzantes del Centro de Detención y Rehabilitación de la provincia de Cebú (CPDRC) de la CPDRC, una seguridad máxima que también se presenta en el Michael Jackson Opus. Famoso por su " Thriller ", que recibió 300.000 visitas por día en su punto máximo, el video ha recibido más de 37 millones de visitas y es considerado uno de los videos más virales vistos en Internet. Payne, junto con los bailarines de "This Is It", Daniel Celebre (también conocido como Da FunkyMystic) y Dres Reid, enseñaron a más de 1500 presos bailarines a interpretar "The Drill" como parte de la canción " They Don't Care About Us " y se grabó en video para coincidir con el lanzamiento en DVD y Blu-ray "This Is It" el 25 de enero de 2010. El clip se publicó en YouTube, Yahoo y TMZ e inmediatamente capturó más de 3 millones de visitas dentro de una semana de su lanzamiento en línea.
En abril de 2010, Payne fue honrado con The Michael Jackson Tribute Portrait, el mayor tributo a Michael Jackson en el mundo, respaldado por la Jackson Family Foundation. El tributo es una obra de arte interactiva del artista David Ilan, que está hecha de un millón de puntos dibujados a mano. Los amigos y la familia de Jackson reciben un punto en su nombre en el área del corazón de Jackson.
En octubre de 2010, CBS anunció que Payne se uniría a Kimberly Wyatt y a la productora ejecutiva, juez principal e ídolo personal Paula Abdul en el panel de jueces para su nueva competencia de baile y reality show Live to Dance. CBS describe la serie como la primera serie televisiva de baile para todas las edades y todos los géneros que se basa en el programa de baile británico Got to Dance de Sky 1. Los diferentes actos competirán por un premio de $ 500,000 frente al panel de jueces, y los espectadores eventualmente podrán votar por sus bailarines favoritos durante las rondas semifinal y final. Live to Dance comienza con un especial de dos horas el 4 de enero antes de pasar a su horario habitual de una hora los miércoles, a partir del 5 de enero.
Payne también dirigió y coreografió creativamente para el cantante de Hong Kong Andy Lau junto con Stacy Walker para el Andy Lau Unforgettable Concert 2010 durante todo el año. Además, también trabajó con Han Geng para coreografiar la canción principal del cantante para su primer álbum en solitario, junto con otros cuatro bailarines de This Is It. Cuando surgieron las promociones del álbum, Payne actuó con el cantante y los bailarines en varios programas de entrevistas y variedades chinos como apertura.
En noviembre de 2010, Payne apareció en Michael Jackson: The Experience en el Dance School.
Payne también trabajó con la cantante pop Manika. Él coreografió sus shows en vivo junto con la dirección y coreografía de su video musical debut "Just Cant Let You Go" con Lil Twist de Young Money.
En 2013, Payne comenzó a trabajar en Japón con Johnny & Associates.